# Pozdní klan Hódžó

Znak pozdního klanu Hódžó

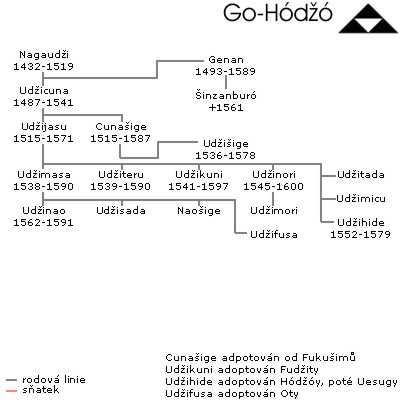
Rodokmen klanu Go-Hódžó

Pozdní klan Hódžó (japonsky 後北条氏 Go-Hódžó-ši) byl jedním z nejmocnějších bojových klanů v Japonsku v období Sengoku a byl držitelem oblastí primárně v regionu Kantó.

## Historie
Klan vznikl, když Šinkuró Ise, vysoký úředník šógunátu, začal dobývat území a budovat svou moc na počátku 16. století. Jeho syn chtěl mít svůj původ odvozený od slavnějšího jména a vybral si Hódžó podle linie regentů šógunátu Kamakura, ke kterým patřila i jeho žena. Stal z něho Udžicuna Hódžó a jeho otec Šinkuró Ise byl posmrtně přejmenován na Sóuna Hódžó.
Pozdní klan Hódžó, někdy známý i jako Odawara Hódžó podle jejich domovského hradu Odawara v provincii Sagami, nebyl v příbuzenském vztahu k ranému klanu Hódžó. Jejich síla soupeřila s klanem Tokugawa, ale nakonec byla moc Hódžó zničena Hidejošim Tojotomim při obléhání Odawary. Udžinao Hódžó a jeho manželka Toku Hime (dcera Iejasua Tokugawy) byli vyhnáni na horu Kója, kde Udžinao roku 1591 zemřel.
Vůdcové pozdního klanu Hódžó:
- Sóun Hódžó (1432 - 1519)
- Udžicuna Hódžó (1487 - 1541), syn Sóuna
- Udžijasu Hódžó (1515 - 1571), syn Udžicuny
- Udžimasa Hódžó (1538 - 1590), syn Udžijasua
- Udžinao Hódžó (1562 - 1591), syn Udžimasy